# Cercle Paul Bert Bréquigny Football
Maillots
Actualités
Le Cercle Paul Bert Bréquigny Football est un club de football français basé à Rennes et fondé en 1987. 
Il comporte une section féminine et une section masculine.
Lors de la saison 2014-2015, le club a enregistré plus de 700 licenciés devenant ainsi le 1er club de Bretagne en nombre de licenciés.

## Histoire
Equipes Féminines :
La section est créée en 1995.
L'équipe fanion est championne de Division d'honneur en 2003 (championne de Bretagne). En 2005, l'équipe est sacrée championne de Division 3 après seulement 2 saisons passées à ce niveau et atteint pour la 1re fois de son histoire la Division 2. Autre perfrorance notable, l'équipe atteint les quarts de finale du Challenge de France féminin 2007-2008.
L'équipe fanion du club, participe actuellement à la Division d'Honneur de Bretagne après avoir été reléguée de Division 2 en 2011 et évolue au complexe sportif Bréquigny et réalise des bons parcours en Coupe de France.
Equipes Masculines :
L'équipe masculine du club, évolue au niveau meilleur régional en DH (son meilleur niveau atteint depuis sa création), après une montée acquise lors du championnat de DSE 2013-2014. L'équipe atteint le septième tour de la Coupe de France lors de l'exercice 2015-2016 en réalisant un exploit en éliminant le Stade plabennecois, alors club de CFA, 2-1. Pendant la saison 2015/2016 le CPB Bréquigny bat le club du FC Rostrenen 0-3 en coupe de France, le club se qualifie pour le huitième tour et affronte pour la première fois de son histoire un club professionnel, le Stade lavallois, club alors en Ligue 2. Le CPB perd le match 4-1 mais réalise un parcours plus qu’honorable.

## Identité

### Logos

Ancien logo.
Logo actuel.

## Palmarès
Le palmarès du CPB Bréquigny Rennes Section Féminine comporte un championnat de France de troisième division ainsi que trois championnats de Bretagne.
Le tableau suivant liste le palmarès du club actualisé à l'issue de la saison 2012-2013 dans les différentes compétitions officielles au niveau national et régional.
| Compétitions nationales                              | Compétitions régionales                                             |
| - Championnat de France de D3 (1) - Champion : 2005. | - Division d'honneur de Bretagne (2) - Champion : 2003, 2006, 2013. |

## Bilan saison par saison
Le tableau suivant retrace le parcours du club depuis sa création en 1987.
| Édition   | Division 2                    | Division 3                            | Division d'Honneur | Coupe de France   |
| 1987-2001 | -                             | Championnat inexistant                | …                  | Coupe inexistante |
| 2001-2002 | -                             | Championnat inexistant                | non connu          | non connu         |
| 2002-2003 | -                             | -                                     | 1er                | non connu         |
| 2003-2004 | -                             | 5e (Gr. A)                            | -                  | 16e de finale     |
| 2004-2005 | -                             | 1er (Gr. D) 1er (Tournoi Final Gr. A) | -                  | non connu         |
| 2005-2006 | 3e (Gr. A)                    | -                                     | -                  | non connu         |
| 2006-2007 | 7e (Gr. A)                    | -                                     | -                  | 8e de finale      |
| 2007-2008 | 2e (Gr. A) 3e (Tournoi Final) | -                                     | -                  | 1/4 de finale     |
| 2008-2009 | 7e (Gr. A)                    | -                                     | -                  | 2e Tour Fédéral   |
| 2009-2010 | 7e (Gr. B)                    | -                                     | -                  | 8e de finale      |
| 2010-2011 | 9e (Gr. B)                    | Championnat inexistant                | -                  | 16e de finale     |
| 2011-2012 | 12e (Gr. B)                   | Championnat inexistant                | -                  | 1er Tour Fédéral  |
| 2012-2013 | -                             | -                                     | 1er                | Tour Régional     |
| 2013-2014 | -                             | -                                     | -                  | 32e de finale     |
| 2014-2015 | -                             | -                                     | -                  | 1er tour fédéral  |
| 2015-2016 | -                             | -                                     | DH                 | 8e de finale      |
| 2016-2017 | -                             | -                                     | DH                 | 1er tour fédéral  |
| 2017-2018 | -                             | R1                                    | -                  | 16e de finale     |
| 2018-2019 | en cours (Gr. A)              | -                                     | -                  | en cours          |